# 南充郡
南充郡，中国唐朝时设置的郡。
南充郡即南部郡。治所在南部县（今四川南部县）。唐玄宗天宝元年（742年），改果州置南充郡。治所在南充县（今四川省南充市北五里）。下辖南充县、岳池县（今四川省岳池县兴隆镇观音寺村）、流溪县（今四川省南充市嘉陵区金凤镇）、西充县（今四川省西充县晋城镇）、相如县（今四川省蓬安县锦屏镇）、朗池县（今四川省营山县回龙镇）。辖境相当今四川南充、西充、蓬安、营山、岳池等市县地。唐肃宗乾元元年（758年）复改为果州。
唐朝南充郡太守
- 敬括（天宝末年）
- 杨齐曾（757年）